# 今夜はなまらナイト
今夜はなまらナイト（こんやは‐）は、NHK山形放送局が不定期にラジオまたはテレビで山形県向けに放送していた、方言を切り口としたバラエティ番組。
ここでは、様々な派生番組についても一括表記。

## 概要
2007年1月に、山形県内のラジオ第1で単発番組として放送したことが始まり。「番組の開始から終了まで山形弁だけで喋り通す」という、それまで同局になかった画期的な方針で、県民の反響を集めることとなった。そのため、今夜も生でさだまさしのように、以後不定期で放送されるようになった。
2008年4月には番組専用のホームページとNHKスタッフによるブログを立ち上げ、翌月以降全国番組（下記）でPR。これにより県外からの注目も集まるようになった。
- お元気ですか日本列島（2008年5月12日）
- 三つのたまご（2008年5月18日）
- 土曜スタジオパーク（2009年2月21日）

ホームページは県外の視聴者のために、番組を視聴できなくても山形弁の奥深さを体感できるような構成となっている。
また、山形県内での視聴率も好調でありゴールデン進出第1弾『秋の芋煮スペシャル2』は23%。第2弾の『旅立ちの季節（とき）スペシャル』は、25%を超え、NHK内部でも話題となり、地域放送局番組デスク&リーダー研修会の研修材料になっている。
番組に出演している藤田千枝は、元々一般の契約キャスターで、「スイカップ」と揶揄された古瀬絵理の同僚でもあったが、この番組の立ち上げに際し柴田徹アナウンサーに引っ張られ、2009年3月までこの番組専属のキャスターとして山形局に在籍した。また、番組を作るきっかけとなった脚本家の阿部美佳は、古瀬と同じ尾花沢市の出身である。

## 放送歴
いずれも山形県域放送。
| 回 | 放送日         | 放送時刻      | 媒体       | サブタイトル                                              | 備考 |
| -- | -------------- | ------------- | ---------- | --------------------------------------------------------- | --- |
| 1  | 2007年1月24日  |               | ラジオ第1  |                                                           | |
| 2  | 2007年5月23日  | 20:05 - 21:30 | ラジオ第1  | 帰ってきたなまらナイト                                    | 参照 |
| 3  | 2007年10月21日 | 深夜          | 総合テレビ | 秋の夜長のいも煮スペシャル                                | 初のテレビ放送。 |
| 4  | 2007年12月15日 | 15:05 -       | ラジオ第1  | みんなでなまらナイト                                      | 山形駅西口の山形テルサで公開生放送。余談だが昼間の放送でも「なまらナイト」である。 |
| 5  | 2008年4月      |               | ラジオ第1  | みんなでなまらナイト in 米沢                              | 米沢市の「伝国の杜」で公開収録。眞島秀和初登場。 |
| 6  | 2008年6月20日  | 20:05 - 21:55 | ラジオ第1  |                                                           | 予定では総合テレビで放送するはずだったが、2日前に急遽岩手・宮城内陸地震関連特番の放送が決まったことにより、ラジオに変更された。 |
| 7  | 2008年9月3日   | 20:05 - 21:55 | ラジオ第1  |                                                           | テーマは、「夏休み、これを頑張りました」 。 |
| 8  | 2008年10月24日 | 19:30 - 20:43 | 総合テレビ | 秋の夜長のいも煮スペシャル2                               | 4か月越しのテレビゴールデンタイム放送実現。スタジオを居酒屋に仕立て、柴田が“大将”、藤田が“女将”という設定であった。 |
| 9  | 2009年3月6日   | 同上          | 同上       | 旅立ちの季節（とき）スペシャル                            | - 2回連続のテレビ放送。設定は前回と同様で、テーマは時節柄“旅立ち”。初の庄内代表として上々颱風のヴォーカル・白崎映美が初登場。 - その後『土スタ』での柴田のPRもあり反響を呼んだため、4月4日未明（3日深夜）に全国放送された。                                  |
| 10 | 2009年10月9日  | 19:32 - 20:45 | 総合テレビ | 実りの秋にヒップ・ヒップ・フレースペシャル                | 台風関連で『ニュース7』が延長されたため繰り下げ、終了後そのままニューススタジオからの『ニュース845やまがた』へ。 |
| 11 | 2010年1月20日  | 20:05 - 21:55 | ラジオ第1  | ～3周年だよ県民集合スペシャル～おらだはみんなばあちゃん子 | なまらナイト放送開始3周年にあたって、原点に帰りラジオで放送。 |
| 12 | 2010年3月5日   | 19:30 - 20:43 | 総合テレビ | ～みんなでヒッパレースペシャル～おらえのひっぱりうどん!   | 山形県内の一部だけに伝わるとされる食文化「ひっぱりうどん」を題材に。藤田はこの回に参加しなかった。 |
| 13 | 2010年11月12日 | 19:30 - 20:43 | 総合テレビ | 秋の夜長のいも煮スペシャル3                               | 秋の定例企画。藤田が3周年スペシャル以来10か月ぶりに復帰。翌年1月にBS hiで1時間に編集して全国放送。 |
| 14 | 2010年12月4日  | 13:00 - 14:00 | ラジオ第1  | お昼になまらナイト!                                       | 会館公開に合わせて生放送も、混乱防止のため観客は事前に募集。出演は柴田と白崎。 |
| 15 | 2011年3月4日   | 19:32 - 20:45 | 総合テレビ | なまらナイトカーニバル in 河北町                          | 町内「サハトべに花」でテレビ初の公開収録（2月20日実施）。なまらナイターズによるトークと白崎属する上々颱風のライブなどが主体だったが、投稿募集呼びかけの部分のみ主調整室からの生放送だった。なお第10回と同じ理由で繰り下げ。この1週間後に東日本大震災が発生。 |
| 16 | 2011年11月4日  | 19:30 - 20:43 | 総合テレビ | なまらナイト de 文化祭 甘じょっぱいあの日に帰ってみね?    | 『なまらナイト』としては8か月ぶりの放送。 本格再開にあたり、県内の大学と連携した新企画“なまらナイト on Campus”を立ち上げ、様々なイベントを展開。番組以外の活動も積極的に行っている。                                                                         |
| 17 | 2012年2月5日   | 16:35 - 17:00 | 総合テレビ | なまらナイト on Campus                                    | 同題で展開された一連のイベントの取り組みを振り返るとともに、番組開始から5周年にあたることから、柴田と阿部がスタジオで自分の青春時代を振り返った。 |
| 18 | 2012年2月25日  | 13:05 - 14:55 | ラジオ第1  | なまらナイト in 蔵王                                      | かつて県内観光の重要な産業であったスキーがテーマ。 若い頃にスキーをやっていた柴田の発案で生まれた企画で、蔵王のスキー場から放送。高梨沙羅が優勝したジャンプのワールドカップ関連イベントとしても位置付けられた。 レギュラーの出演者は柴田とテツandトモ。      |
| 19 | 2012年4月20日  | 19:30 - 20:43 | 総合テレビ | 山形にたえて桜のなかりせばスペシャル                      | |

## なまらナイターズ
番組では、レギュラーメンバーを「なまらナイターズ」と呼ぶ。当初は山形県出身者だけだったが、彼らに引きずられて1人増え、6人に。
- 柴田徹放送部副部長（アナウンサー、全体進行兼プロデューサー。山形市出身）
- 藤田千枝（契約キャスター→フリー、アシスタント。村山市出身）
- 阿部美佳（脚本家。尾花沢市出身）
- テツandトモ
  - 中本哲也（滋賀県出身。途中から合流）
  - 石澤智幸（山形市出身。最初から出演し、後にテツを引きずり込む）
- 白崎映美（上々颱風のヴォーカル。酒田市出身）
庄内地域の代表。2009年春の「旅立ちの季節（とき）スペシャル」に登場。なお、その2日前には、その年Jリーグ1部に入ったモンテディオ山形の開幕直前特番（ラジオ第1）で柴田と進行役を務めた。スペシャル放送後、勧誘に乗り、庄内代表として正式にメンバー入りしたことを柴田が2009年9月11日付のブログで発表した。

### 準レギュラー
- 眞島秀和（俳優。米沢市出身）
置賜地域の代表。2008年春、郷里で行われた公開放送でゲスト出演して以来、レギュラーに近い扱いとなった。ただし、「なまらナイターズ」ではない。理由については柴田が白崎の正式メンバー入りを発表したブログで同時に示した。
- 武内朋子（ソプラノ歌手。天童市出身）
元海外代表（初出演時フランス在住）。自身は「なまらナイターズ準レギュラー」と言っている。2007年秋、国際電話でゲスト出演。2008年7月に男児を出産、実家に帰省していたことにより、秋のテレビ番組に出演。眞島のリクエストに応え『スポーツ県民歌』を歌った。その模様は過去のダイジェストの一環としてWebで公開されている。2010年に完全帰国。

### スタッフチーム
なまらナイトを支える裏方チーム。番組公式サイト中の投稿ページ“あがらっしゃい!”内に「へんな生きもののつぶやき」を随時掲載。
- 2008年7月までは、当時山形局に所属していた杉岡英樹、田中秀樹両アナウンサーもサポートしていた。この役目は山形局のアナウンサーがローテーションで担っている模様。直接の放送に出ずとも、番組宣伝スポットなどへの参加もある。
- 現在は、へんな生きもの1号（茨城県出身、寺門亜衣子とは同郷ではあるものの別人）、へんな生きもの2号（奈良県出身）、へんな生きもの3号（藤田と同じ村山市出身）がブログに寄稿している主要メンバー。

## なまらナイトジュニア
藤田がNHKを去った2009年度から、福岡局制作の『トンコツTV』に倣い、FM放送で定期番組が始められた。
これは、本編がテレビ番組として定着するようになったため、原点に返ることと、若い世代に方言の良さを伝えることを目的としている。番組制作に地元高校の現役放送部員を関与させたり、時折“暇な”なまらナイターズメンバーを招いたりする。
藤田が完全に関われなくなった時に備えた後継者育成を兼ね、寒河江市出身の犬飼春美が山形局に採用され、当初はこの番組担当。犬養は後に本編にも進出し、テツと食堂担当リポーターとして番組を盛り上げたが、東日本大震災の余波もあり2年で終了、犬飼もその後退職した。

## なまら親方のつぶやきラジオ
東日本大震災により東北では地域番組を作りづらい状況に陥った。しかし山形では、『なまらナイト』シリーズにより生まれていた地域のネットワークが、被災者支援に少なからず役立っていたことが、当時の柴田のブログに対するコメントなどから窺い知ることができる。
そうした地域の「絆」を再確認し、柴田が今何を思うのかを吐露し、そして今後被災者を支えるために大事なことは何かを、地域の視点で語り合い、併せて番組再開への糸口をつかもうとして企画されたものが、この番組である。この回については、特別に福島県内にもネットされた。
放送日時・媒体
- 2011年6月22日　ラジオ第1（JOJG、JOFP）20:05 - 21:30

※『きらめき歌謡ライブ』を差し替え。
出演
- いつものメンバー：柴田徹、阿部美佳、白崎映美
- 福島県からの避難者、被災者支援ボランティア
- サポート担当局関係者：佐々生佳典、安齋敦子（福島県出身）

## 公民館でなまらナイト
2012年度に入ると、柴田の地元滞在が長期化したことに加え、NHKが東北全体でラジオ強化の方針を打ち出した。その代償として金曜夜の総合テレビ県域番組が縮小する傾向が強まり、県によっては完全撤退というケースもみられた。『なまらナイト』も、桜の回を最後に放送が途絶えていた。
県民が番組の動向に気を揉む中、柴田は9月14日付のブログで事実上ラジオへの“原点回帰”を宣言。番組を始めて以降交流が生まれたという公民館の関係者と1時間のラジオ番組を作ろうという趣旨であり、柴田は「月1回ペースでやりたい」との意向を示している。柴田とスタッフの奮闘によりその公約は何とか守られた。
放送日時・媒体
- 2012年10月1日から原則月1回　ラジオ第1（JOJG） 17:00 - 18:00

## なまらナイトNEO
受信料値下げと東日本大震災を受けた地域放送見直しの波は、東北から全国に拡大。加えて自身の地元勤務が長くなったこともあり、柴田はブログで『なまらナイト』シリーズの刷新を宣言。
2013年度はシリーズの原点に返り、ラジオ第1の月1企画として再出発した。原則として第1週の『きらめき歌謡ライブ』を差し換える形で放送する。また、従前テレビでは全員が揃っていたなまらナイターズについても、その時に都合がついたメンバーだけに来てもらう形に変えた。
放送日時・媒体
- 2013年4月3日から原則第1水曜　ラジオ第1（JOJG） 20:05 - 21:30

## 地デジもなまらナイト
山形局は『なまらナイト』をテレビジョン放送のデジタル転換周知にも活用しており、2010年度は“放送局のちから”にもその方針を明記した。アナログ放送終了までは、NHKオンラインの特設サイトで公開されていた。出演メンバーは以下の通り。
- 柴田徹
- 藤田千枝（村山編、30秒）
- 白崎映美（酒田編、1分）
- 阿部美佳（尾花沢・銀山温泉編、1分）
- 寺門亜衣子（デジサポ告知担当）